# Le Retour de Carola Neher
Pour les articles homonymes, voir Neher.
Le Retour de Carola Neher est une pièce de théâtre écrite par l'écrivain franco-espagnol Jorge Semprún et parue aux Éditions Gallimard en 1998, éditée en 1995 en allemand sous le titre Bleiche Mutter, zarte Schwester. 
Elle est représentée pour la première fois en France par la compagnie Orphéon - Théâtre intérieur en 2001 dans une mise en scène de Georges Perpes et Françoise Trompette.

## Présentation et contenu général
Le dernier survivant des camps nazis se réfugie aux alentours du camp de  Buchenwald, lieu qu'il connaît bien, qu'il revisite souvent, dans le parc du Château du Belvédère et son cimetière de l'Armée rouge, situés à Weimar (à 5 km de Buchenwald). C'est là qu'il se cache et que vont revenir ses souvenirs, mélange de rêves et de fantasmes, lieu propice à une réflexion où se mêlent histoire personnelle et histoire de l’Allemagne que représente le personnage de Carola Neher, actrice allemande des
années trente qui interpréta des pièces de Bertolt Brecht, Von Horvath, et bien d'autres. 
On la voit par exemple apparaître dans le film de Pabst L'Opéra de quat'sous. Comme beaucoup d'autres, chassée de son pays par le nazisme, elle disparue ensuite dans le goulag stalinien. Réfugiée en URSS, elle sera dénoncée en 1936, ainsi que son mari Anatol Becker aux autorités soviétiques, alors en pleines purges staliniennes, comme trotskyste par son compatriote, le réalisateur Gustav von Wangenheim. Son mari est fusillé en 1937 et elle meurt du typhus dans un goulag près d'Orenbourg en 1942.
Dans la pièce, dix comédiens prêtent leur voix à ceux qui sont morts ou qui ont souffert ici : Goethe qui possédait un château et se promenait sur l'Etersberg avec son ami Eckermann, Léon Blum, auteur des Nouvelles conversations avec Eckermann et déporté à Buchenwald,  Carola Neher et plusieurs déportés. Ces dialogues à multiples voix se croisent, se répondent, se superposent comme autant d'échos, pour une mise en perspective de l’Histoire du XVIIIe siècle jusqu'aux temps tragiques de l'époque contemporaine.
Cette pièce se veut un témoignage sur ces plaies du XXe siècle que sont la déportation, l’univers concentrationnaire et la purification ethnique. Les lieux de représentation se veulent aussi symboliques de cette déliquescence : ancienne carrière de Cuers, ancienne charbonnerie à Chalon-sur-Saône évoquant la face sombre de notre civilisation.

## Autour de la pièce
Orphéon compagnie - théâtre intérieur
Cette pièce a été représentée par la compagnie Orphéon pour le passage au XXIe siècle du 5 février au 2 mars 2001.
- Organisation :
  - Mise en scène : Georges Perpes et Françoise Trompette
  - Scénographie : Daniel Chaland et Jean-Louis Masson
  - Constructeur : Yannick Lemesle
  - Conception lumières : Fritz Reinhart
  - Costumes : Fabienne Varoutsikos
  - Chargé de production : Bruno José

- Artistes interprètes :
  - Bettina Kuhlke (Carola Neher)
  - Henriette Palazzi (La Suivante)
  - César Gattegno (Le Survivant)
  - Andreas Pobbig (Goethe)
  - Georges Perpes (Blum)
  - Jacques Bénard, Philippe Xiberras, Stefano Foghe, Robert Blanchet, Frédéric Martinez (les "musulmans")